# Christian Drosten
Christian Drosten (Lingen, 1972. június 12. –) német virológus, akinek kutatása az új vírusokra összpontosít. A 2019-2020. évi koronavírus világjárvány idején a védekezésben viszonylag sikeres Németországban a hatóságok tanácsadójaként lett közismert.

## Tanulmányai
Kezdetben vegyészmérnöknek és biológusnak tanult Dortmundban és Münsterben, majd orvosnak a frankfurti Goethe Egyetemen, ahol 2000-ben megszerezte harmadik diplomáját. A véradás egészségügyi kérdéseiről írta PhD értekezését.

## Pályafutása
2000-től trópusi vírusos betegségek kutatásával foglalkozott Hamburgban.
A 2003. évi ázsiai SARS járvány idején vezető szerepe volt a vírus azonosításában.
2007-től a Bonni Egyetem kórházának virológiai intézetét vezette.
2017-től a berlini egyetemek (Humboldt Egyetem és Szabad Berlini Egyetem) kórháza, a Charité virológiai intézetét vezeti.
2020. januárban más európai és hongkongi virológusokkal fejlesztett koronavírus tesztet, amelyet az Egészségügyi Világszervezet (WHO) gyorsan elfogadott és eljuttatott az érintett térségekbe.
Amikor a járvány elérte Németországot, a berlini Robert Koch Intézet mellett a német szövetségi és tartományi hatóságok fő tanácsadója lett. Gyakori szereplő lett a médiában, például a Norddeutscher Rundfunk naponta jelentkező podcastjában.
Elkötelezett a tudományos adatok átlátható terjesztése mellett, ezért olyan online szaklapokban publikál, ahol minden cikk szabadon elérhető (ld. Eurosurveillance).

## Fordítás
Ez a szócikk részben vagy egészben  a   Christian Drosten című angol Wikipédia-szócikk fordításán alapul.  Az eredeti cikk szerkesztőit annak laptörténete sorolja fel. Ez a jelzés csupán a megfogalmazás eredetét és a szerzői jogokat jelzi, nem szolgál a cikkben szereplő információk forrásmegjelöléseként.